# لوئیس پاسارین
لوئیس پاسارین (انگلیسی: Luis Pasarín; ۱۶ آوریل ۱۹۰۲ – ۱۷ اوت ۱۹۸۶) بازیکن فوتبال اهل اسپانیا بود.
از باشگاه‌هایی که در آن بازی کرده‌است می‌توان به باشگاه فوتبال سلتاویگو و باشگاه فوتبال والنسیا اشاره کرد.
وی همچنین در تیم ملی فوتبال اسپانیا بازی کرده‌است.